# Tabga
Tabga è una località sulla riva del Mar di Galilea, in Israele.
La tradizione cristiana la identifica con il luogo in cui si svolsero due episodi dei Vangeli: la moltiplicazione dei pani (un miracolo compiuto da Gesù durante la sua vita pubblica) e il terzo incontro di Gesù con i suoi discepoli dopo la Resurrezione (Giovanni 21).
A ricordo di questi eventi sono state erette a Tabga due chiese, visitate da molti dei pellegrini che si recano nella Terra santa: la Chiesa della Moltiplicazione dei pani (sede di un monastero benedettino) e la Chiesa del Primato di Pietro (così chiamata in quanto, nell'incontro coi discepoli, Gesù riconfermò Pietro a capo della Chiesa).